# Milton de Souza Carvalho
Mílton de Sousa Carvalho (Ipu-CE, 30 de agosto de 1885 - Rio de Janeiro-RJ, 8 de novembro de 1962) foi um empresário e político brasileiro.

## Biografia
Mílton de Souza Carvalho era filho de José Cândido de Souza Carvalho e de Arminda de Souza Carvalho.
Fez os estudos em Sobral (CE) em Fortaleza, se dedicando ao comércio. Indo para o Rio de Janeiro continuou com suas atividades de comerciante, principalmente ao ramo têxtil. Após a Revolução de 1930, em 1932, criou o Sindicato dos Lojistas do Comércio do Município do Rio de Janeiro (Sindilojas-Rio) com outros companheiros do ramo, do qual foi seu primeiro presidente.
Em 1933 tornou-se membro da Assembleia Nacional Constituinte, de 1934, como deputado classista, na condição de representante profissional das classes patronais. Em 1935 deixou a Câmara.
Em 1940 comprou, em Petrópolis(RJ), a Fazenda Nogueira, onde com um grupo urbanizou a área e criou um lago artificial e o Hotel Promenade, inaugurado em 1945, para veranistas em visita à Petrópolis. Com o loteamento da fazenda surgiu o então denominado bairro do Bomclima apoiado em capital do grupo e feito independente do auxílio municipal.
Com os irmãos Nilo e Lauro fundou na cidade do Ipú a benemérita instituição Patronato Souza Carvalho. Publicou em 1955 o livro de memórias “História de um Comerciante”; encerrando as comemorações dos 80 anos de fundação do Sindilojas-Rio, o seu livro foi relançado em dezembro de 2012.